# Corbița
Corbița – wieś w Rumunii, w okręgu Vrancea, w gminie Corbița. W 2011 roku liczyła 146
mieszkańców.